# Källby kyrka
Källby kyrka är en kyrkobyggnad i Källby församling i Skara stift. Kyrkan är belägen i Källby gamla kyrkby i Götene kommun.

## Kyrkobyggnaden
Källby kyrka uppfördes på 1100-talet och har genomgått flera ombyggnader och upprustningar. Av den ursprungliga kyrkan återstår i dag torn och vapenhus. På den norra kyrkdörren finns inskriptionen Salige äro de som höra Guds ord och gömme thet. Luk 11:28, som infördes vid den stora utbyggnaden av kyrkan mellan 1790 och 1793. Det var då nuvarande långhus och kor uppfördes. Under år 2000 genomfördes den senaste större renoveringen.

## Inventarier
- Dopfunten från 1100-talet består av en cylindrisk cuppa med en låg fotskiva av samma bredd. Funten anses vara gjord av stenmästare Johannes.
- En stående madonnaskulptur från 1400-talet utförd i ek. Höjd 85 cm. Figuren är välbevarad med ytterst få skador.[1]
- Orgeln med elvastämmor fördelade på två manualer och pedal köptes in 1964 av Nordfors & Co.
- Predikstolen i nyrokoko är troligen från 1860-talet. Den är rund med bukig midja och är målad med grågrönådring.

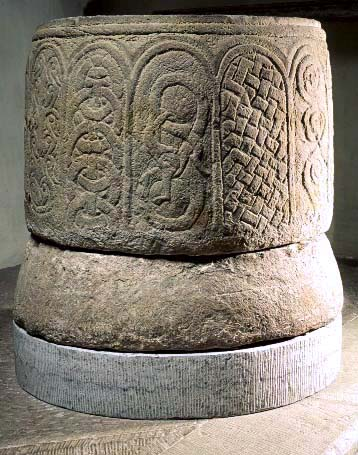
Dopfunten är gjord i sandsten i mitten av 1100-talet. Den räknas till en grupp funtar som kallas Johannesgruppen.